# Коуп, Чарльз Уэст
Чарльз Уэст Коуп (англ. Charles West Cope; 28 июля 1811, Лидс — 21 августа 1890, Борнмут) — британский художник викторианской эпохи, исторический и жанровый живописец и гравер, известный, в частности, созданием нескольких фресок для помещения Палаты Лордов в Лондоне.
Отец портретиста Артура Стокдейла Коупа.

## Биография

### Юность и начало карьеры
Коуп родился на Парк-сквер в Лидсе, в семье Чарльза Коупа, пейзажиста-акварелиста и учителя рисования. Ему дали второе имя Уэст («Запад») в честь известного художника Бенджамина Уэста, а его сестра Эллен получила второе имя Тёрнер в честь Уильяма Тёрнера — оба художника были друзьями их отца. Мать Чарльза Уэста была «талантливой любительницей» в акварели, но умерла вскоре после рождения сына.
В детстве Чарльза отправили в школу-интернат в Камберуэлле, Лондон, а затем в школу в Грейт-Марлоу, где его запугивали старшие ученики и сломали локоть, из-за чего он остался с согнутой рукой на всю жизнь. Затем он пошел в гимназию Лидса, где вновь пострадал, на сей раз от жестокости местного учителя.
В 1827 году отец Коупа погиб в результате происшествия с дилижансом. В том же году Чарльз Уэст начал серьёзно учится живописи, для чего сначала поступил в частную Академию Сасса в Блумсбери, Лондон, а в 1828 году стал студентом Королевской академии. Он получил серебряную медаль от Королевского общества искусств в 1829 году. Обучаясь у Сасса, молодой художник познакомился с Фрэнсисом Кэри и Чарльзом Стонхаусом, которые стали его друзьями на всю оставшуюся жизнь. Около 1830 года Чарльз Уэст Коуп жил в квартире на Грейт-Рассел-стрит в Блумсбери, рядом с Британским музеем.
В 1832 году Коуп отправился в Париж, чтобы практиковаться в искусстве живописца, копируя в Лувре полотна старых мастеров, таких как Рембрандт и Тициан. В 1833 году в Королевской академии впервые была выставлена картина Коупа под названием «Золотой век». В сентябре того же года он отправился в Италию, где провел следующие два года, зарабатывая на жизнь созданием картин. Его картина «Первенец», созданная во Флоренции, была выставлена в Британском институте.

### Дальнейшая жизнь
Вернувшись в Англию, Коуп поселился на Ньюман-стрит в Лондоне, а позже переехал на Рассел-плейс. Здесь он написал две картины, которые экспонировались в Королевской академии в 1837 и 1838 годах соответственно, и вскоре после этого были проданы за значительные суммы. В 1839–40 он написал большой алтарь (16 футов на 10) для церкви Святого Георгия в Лидсе, который, перед установкой в церкви, был также выставлен в Королевской академии в 1840 году.
Коуп основал общество художников под названием «The Etching Club», в которое вошли такие художники, как Уильям Холман Хант, Ричард Редгрейв и Сэмюэл Палмер. Клуб опубликовал несколько книг офортов, иллюстрирующих различные произведения известных авторов, такие, как «Пустынная деревня» Голдсмита, сонеты Шекспира и «L'Allegro» Джона Милтона.
1 сентября 1840 года Коуп женился на Шарлотте Беннинг, дочери хирурга. Сначала они жили в арендованных меблированных комнатах в Лиссон-Гроув, Лондон, но уже  в 1841 году переехали в  собственный дом в Кенсингтоне.

### Создание фресок для парламента
В начале 1840-х годов в Великобритании был объявлен конкурс на украшение фресками залов парламента. Коуп представил на этот конкурс свои наброски, и в 1843 году один из них принес ему приз в 300 фунтов. В 1844 году Коуп представил еще один проект фрески под названием «Встреча Иакова и Рахили», и стал одним из шести художников, которым было поручено к июлю того же года подготовить предварительные рисунки, цветные эскизы и образцы фресковой росписи для украшения Палаты Лордов британского парламента.
На протяжении следующих 20-ти лет Коуп создал целый ряд фресок в Палате Лордов. Для того, чтобы приобрести больше опыта в технике фрески, Коуп в 1849 году отправился в Италию и Германию. В Мюнхене он посетил выдающегося живописца Петера фон Гесса, который в то время работал над фресками для мюнхенской церкви Святого Бонифация.
В 1843 году Чарльз Уэст Коуп был избран действительным членом Королевской академии, а в 1867 году был назначен там же профессором живописи, и читал шесть лекций в год до 1875 года.  Жена Коупа, Шарлотта, умерла в 1868 году.

### Последние годы
Коуп продолжал выставлять свои работы в Королевской академии до 1882 года. Самой важной его картиной того периода стала работа «Совет Королевской академии выбирает картины для выставки», выбранная для выставки 1876 года. В том же году он отправился в Америку в качестве одного из представителей Академии на  выставке в Филадельфии.
В 1879 году Коуп женился второй раз, на Элеоноре Смарт. Они поселились в Мейденхеде, в Беркшире (на Темзе). В 1883 году Коуп перестал писать картины на продажу, хотя продолжал рисовать для собственного удовольствия. «На пенсии» престарелый художник увлёкся катанием на лодке и велоспортом. Он также занялся написанием объемистых «Воспоминаний», которые были закончены в 1889 году.
Чарльз Уэст Коуп скончался в Борнмуте в 1890 году после непродолжительной болезни. В  церкви Святой Марии в Кенсингтоне, Лондон, художнику была установлена мемориальная плита. Сын художника от первого брака, Артур Стокдейл Коуп (1857–1940), стал известным и успешным портретистом.
В Приложении II (стр. 375 и далее) «Воспоминаний» приведен полный каталог произведений Коупа в порядке создания, охватывающий 50-летний период с 1832 по 1882 год.

## Галерея
- Некоторые работы
- Арест пяти депутатов Долгого парламента по приказу короля Карла I, послуживший прологом к Английской революции. Фреска Палаты Лордов.
- Размышляющая девушка.
- Дух колодца.
- Оливер Кромвель и его секретарь Джон Мильтон принимают депутацию, ищущую помощи для швейцарских протестантов.
- Ночная тревога[5].
- Сцена из «Отелло».
- Шип.
- Меценат Томас Гай обсуждает с друзьями проект своего госпиталя.

## Мемуары художника
- Charles West Cope, Charles Henry Cope. Reminiscences of Charles West Cope. (читать онлайн)